# Bigi Poku
El Bigi Poku es un estilo de música de baile en Surinam y  el oeste de la Guyana Francesa que se ejecuta con tambores y maracas, aunque hoy en día se utilizan guitarras, teclados y percusión. Bigi Poku es la forma en que se llamaba al kaseko en la calle.
Intermix, Tchoutcha, Inter Spoity (Apatou), Multi System y Compress 220v, quienes hicieron una gira en Europa en 1999, son los principales representantes de este estilo.